# Mortonagrion stygium
Mortonagrion stygium – gatunek ważki z rodziny łątkowatych (Coenagrionidae).